# Eden (fleuve)
Pour les articles homonymes, voir Eden.
L'Eden est un fleuve qui coule à travers la Cumbria en Angleterre, pour déboucher sur le Solway Firth.

## Géographie
L'Eden prend sa source dans la tourbière de Black Fell Moss, à Mallerstang, et forme d'abord la frontière entre la Cumbria et le Yorkshire du Nord. Deux autres rivières prennent leur source dans la même tourbière, l'Ure et la Swale.
La rivière s'élargit ensuite, grâce à l'apport de plusieurs cours d'eau en provenance des Pennines à l'est, et de lacs à l'ouest, dont la Lyvennet, la Leith et l'Eamont. Sa jonction avec la Caldew au nord de Carlisle marque le lieu où le mur d'Hadrien croisait l'Eden. Elle atteint Solway Firth près de l'embouchure de l'Esk après avoir parcouru 145 km.

## Affluents
- la Lyvennet
- la Leith
- l'Eamont (rg[note 1]) 8 km
- l'Irthing (rd) 55 km
- la Caldew

## Hydrologie
Son régime hydrologique est dit pluvial océanique.